# Little Blue boX
Little Blue boX（リトル・ブルー・ボックス）は、日本のロックバンド。2010年に結成され、2011年にメジャーデビューを果たした。

## 概要
メンバーは結成前はそれぞれ個々に音楽活動をしており、アニメ『ダンボール戦機』の主題歌を歌うことを含めたひとつのプロジェクトのもとに結成された。
バンド名の由来は、hie曰く「そのまま訳すと"小さな青い箱"ってなるんですけど、聴いてくれるみなさんにとって、私たちが"夢や希望がたくさん詰まった箱"になれたらなという思いが込められています。また『ダンボール戦機』に出てくるホビー用小型ロボットの総称が"LBX"なので、そこにも引っかけている」とのこと。
5thシングル「2スピリッツ/レジェンド」を発表した頃からは、「リトルブルーボックス」とカタカナで表記されることが多くなっている。
ダンボール戦機シリーズの終了に伴い、2014年2月16日に行われたラストライブ『リトルブルーボックスFINAL LIVE「1ドリーム～夢と希望の青い箱」』をもって活動を終了した。メンバーはそれぞれで活動を続けていく模様。

## メンバー
- hie（ヒィ）：ボーカル

1991年7月22日（33歳）生まれ、神奈川県出身。
本名は稲森寿世。本職はファッションモデルであり、結成以前に本名でソロとしても活動している。
「ダンボール戦機」シリーズ2作目の『ダンボール戦機W』（第26話・第27話）では初めて声優にも挑戦し、3作目の『ダンボール戦機WARS』では波野リンコ役としてレギュラー出演している。
- yui（ユイ）：ギター

1988年10月19日（36歳）生まれ、沖縄県出身。
hie曰く、真面目でギターをこよなく愛してるらしい。BRAVE HEROの楽曲から参加して、二人体制となる。

## 元メンバー
- 奏（ソウ）：ギター
本名は宮﨑奏。父は元CHAGE and ASKAのASKA、母は元中部日本放送・毎日放送アナウンサーの八島洋子、妹はシンガーソングライターの宮﨑薫。
2014年からTHE N.E.E.Tのヴォーカルとして音楽活動を開始。
- 洋平（ヨウヘイ）：ベース
本名は高橋洋平。奏とは同じ大学出身で、Little Blue boX結成前からの付き合い。
- 悠輔（ユウスケ）：ドラム
本名は保山悠輔。Sugar Callの元メンバー。2012年12月21日まで六本木の会員制バーVIVELOで勤務。2012年5月13日、広尾にイタリアンレストランIL FELICEをオープンさせた[3]。

## ディスコグラフィー

### シングル
|     | 発売日         | タイトル                        | 規格品番                                                                                                | 最高位 |
| --- | -------------- | ------------------------------- | --- | ------ |
| 1st | 2011年5月4日   | 1ドリーム/Great Future War      | AVCD-48042/B（CD+DVD） AVCD-48043（CD）                                                                 | 43位   |
| 2nd | 2011年10月5日  | 以心伝心                        | AVCD-48160/B（CD+DVD） AVCD-48161（CD）                                                                 | 86位   |
| 3rd | 2012年3月28日  | BRAVE HERO/ファイティングポーズ | AVZD-48351（CD+プラモデル「聖騎士エンペラー」） AVCD-38350（CD）                                        | 9位    |
| 4th | 2012年7月25日  | 三位一体                        | AVZD-48449（CD+プラモデル「聖騎士オーディーン」） AVCD-48448（CD）                                      | 25位   |
| 5th | 2012年11月14日 | 2スピリッツ/レジェンド          | AVZD-55011（CD+プラモデル「勇者エルシオン（ペルセウスカラー）」） AVCD-55009（CD+DVD） AVCD-55010（CD） | 28位   |
| 6th | 2013年1月23日  | テレパシー/地球の絆             | AVCD-55022/B（CD+DVD） AVCD-55023（CD）                                                                 | 103位  |
| 7th | 2013年7月3日   | 無限マイセルフ                  | AVCD-55043/B（CD+DVD） AVCD-55044（CD）                                                                 | 98位   |
| 8th | 2013年10月23日 | エターナル/Real Answer          | AVCD-55055/B（CD+DVD） AVCD-55056（CD）                                                                 | 89位   |

## タイアップ
|    | タイトル             | タイアップ                                                                               | 収録アルバム（初出）            |
| -- | -------------------- | ---------------------------------------------------------------------------------------- | ------------------------------- |
| 1  | 1ドリーム            | テレビ東京系アニメ『ダンボール戦機』オープニングテーマ（#1 - #24）                       | 1ドリーム/Great Future War      |
| 2  | Great Future War     | PSP専用ゲームソフト『ダンボール戦機』オープニングテーマ                                  | 1ドリーム/Great Future War      |
| 3  | 以心伝心             | テレビ東京系アニメ『ダンボール戦機』オープニングテーマ（#25 - #44）                      | 以心伝心                        |
| 4  | BRAVE HERO           | テレビ東京系アニメ『ダンボール戦機W』オープニングテーマ（#1 - #16）                      | BRAVE HERO/ファイティングポーズ |
| 5  | ファイティングポーズ | PSP専用ゲームソフト『ダンボール戦機 ブースト』オープニングテーマ                         | BRAVE HERO/ファイティングポーズ |
| 6  | 三位一体             | テレビ東京系アニメ『ダンボール戦機W』オープニングテーマ（#17 - #34）                     | 三位一体                        |
| 6  | 三位一体             | 3DS専用ゲームソフト『ダンボール戦機 爆ブースト』オープニングテーマ                       | 三位一体                        |
| 6  | 太陽の場所           | TOKYO-MX 高校野球中継2012 （第94回全国高等学校野球選手権東東京・西東京大会）テーマソング | 三位一体                        |
| 7  | 2スピリッツ          | テレビ東京系アニメ『ダンボール戦機W』オープニングテーマ（#35 - #45）                     | 2スピリッツ/レジェンド          |
| 8  | レジェンド           | PSP/PS Vita用ゲームソフト『ダンボール戦機W』オープニングテーマ                           | 2スピリッツ/レジェンド          |
| 9  | テレパシー           | テレビ東京系アニメ『ダンボール戦機W』オープニングテーマ（#46 - #58）                     | テレパシー/地球の絆             |
| 9  | 一緒に歩こう         | 映画『劇場版 イナズマイレブンGO vs ダンボール戦機W』挿入歌                               | テレパシー/地球の絆             |
| 10 | 無限マイセルフ       | テレビ東京系アニメ『ダンボール戦機ウォーズ』オープニングテーマ（#1‐#21）                 | 無限マイセルフ                  |
| 11 | エターナル           | テレビ東京系アニメ『ダンボール戦機ウォーズ』オープニングテーマ（#22‐#37）                | エターナル/Real Answer          |
| 12 | Real Answer          | 3DS専用ゲームソフト『ダンボール戦機ウォーズ』オープニングテーマ                          | エターナル/Real Answer          |